# Zweite Oberliga Ouest
La 2. Oberliga Ouest (Zweite Oberliga West en allemand), également appelée 2. Liga West ou II. Division West, est une compétition ouest-allemande de football, créée en 1949 par le Westdeutscher Fußball-und Leichtathletikverband (WFLV), et organisée jusqu'en 1963. Située directement en dessous de l'Oberliga West avec un principe de montée-descente, cette compétition représente le deuxième échelon du football ouest-allemand pour les clubs affiliés à la Westdeutscher Fußball-und Leichtathletikverband (WFLV), c'est-à-dire ceux situés dans le Land de Rhénanie-du-Nord-Westphalie.

## Généralités
Lors de sa création, la 2. Oberliga West compte deux groupes de seize équipes. Après trois saisons d'existence, elle est ramenée à une seule série de seize équipes. Comme pour les Oberligen, situées hiérarchiquement juste au-dessus, les clubs doivent disposer d'une « licence » pour pouvoir jouer en 2. Oberliga.

## Palmarès et statistiques

### Palmarès
Lors de ses trois premières saisons, la ligue compte deux groupes de seize équipes d'importance équivalente. En lettres italiques sont indiqués les clubs n'ayant pas été promus.
| Saison    | Saison   | Champion                      | Vice-champion             |
| --------- | -------- | ----------------------------- | ------------------------- |
| 1949-1950 | Groupe 1 | Rheydter SpV (1)              | Fortuna Düsseldorf        |
| 1949-1950 | Groupe 2 | Sportfreunde Katernberg (1)   | Borussia München-Gladbach |
| 1950-1951 | Groupe 1 | Meidericher SV (1)            | Schwarz-Weiss Essen       |
| 1950-1951 | Groupe 2 | SV Bayer 04 Leverkusen (1)    | SSV 04 Wuppertal          |
| 1951-1952 | Groupe 1 | SV Sodingen (1)               | VfB Bottrop               |
| 1951-1952 | Groupe 2 | Borussia München-Gladbach (1) | TSG Vohwinkel             |

À partir de la saison 1952-1953, la Zweite Oberliga Ouest ne compte plus qu'un seul groupe de seize équipes. Le champion et le vice-champion sont promus en Oberliga.
| Saison    | Champion                    | Vice-champion             |
| --------- | --------------------------- | ------------------------- |
| 1952-1953 | VfL Bochum (1)              | Rheydter SpV              |
| 1953-1954 | Duisburger SpV (1)          | SC Westfalia Herne        |
| 1954-1955 | SSV 04 Wuppertal (1)        | Sportfreunde Hamborn 07   |
| 1955-1956 | VfL Bochum (2)              | Meidericher SV            |
| 1956-1957 | Sportfreunde Hamborn 07 (1) | SC Rot-Weiss Oberhausen   |
| 1957-1958 | STV Horst-Emscher (1)       | Borussia München-Gladbach |
| 1958-1959 | Sportfreunde Hamborn 07 (2) | Schwarz-Weiss Essen       |
| 1959-1960 | SV Sodingen (2)             | TSV Marl-Hüls             |
| 1960-1961 | Schwarz-Weiss Essen (1)     | Fortuna Düsseldorf        |
| 1961-1962 | SV Bayer 04 Leverkusen (2)  | SSV 04 Wuppertal          |
| 1962-1963 | VfB Bottrop (1)             | TuS Duisburg 48/99        |